# Якби не було цієї дівчини…
«Якби не було цієї дівчини…» (латис. Ja nebūtu šī skuķa...) — радянський дитячий фільм 1981 року за мотивами оповідання Ено Рауда «Історія з літаючими тарілками». Знятий режисером Ріхардом Піксом на Ризькій кіностудії у 1981 році.

## Сюжет
Під час канікул хлопці групуються навколо Рейніса, який вміє підпорядкувати своєму впливу товаришів. Окремо стоїть тільки Карліс — допитливий школяр, трохи наївний мрійник, який любить і розуміє красу навколишніх місць. У нього виникає симпатія до Герти, дівчинки, яка приїхала з Риги в гості до родичів. Вона із задоволенням слухає розповіді Карліса про історію їхнього старого міста, таємничі печери і можливих прибульців з космосу. Від досади Рейніс за допомогою хлопців влаштовує злий розіграш, бажаючи посміятися над несхожим на них хлопчиськом.

## У ролях
- Робертс Вілкс — Карліс
- Ілзе Клявіня — Герта
- Юріс Кікінас — Рейніс
- Дінарс Стундіньш — Юріс
- Літа Дрезіня — Юстіна
- Вілмарс Соколовс — Петеріс
- Арніс Саулітіс — Арніс
- Ліґа Ліепіня — мати Карліса

## Знімальна група
- Сценаристи: Юлій Карасик, Алвіс Лапіньш
- Режисер: Ріхард Пікс
- Оператор: Удіс Егле
- Художник: Байба Піка
- Композитор: Мартіньш Браун